# Damià Abella
Damià Abella Pérez (Olot, 15 april 1982 - alias Damià - is een Spaans profvoetballer die bij voorkeur in de verdediging speelt. Hij tekende in augustus 2014 een contract bij Middlesbrough, dat hem transfervrij overnam van CA Osasuna.

## Clubvoetbal
Damià speelde in het seizoen 2004/05 9 wedstrijden in het eerste elftal van FC Barcelona, voornamelijk als vervanger van de geblesseerden Juliano Belletti en Gabri. Hij debuteerde op 27 oktober 2004 in de bekerwedstrijd tegen Gramenet UEA en op 30 oktober 2004 speelde Damià tegen Athletic de Bilbao zijn eerste wedstrijd in de Primera División. In het seizoen 2005/06 kon hij echter niet meer rekenen op een vaste plaats in de hoofdselectie van FC Barcelona en Damià werd daarom in januari 2006 voor anderhalf jaar verhuurd aan Racing Santander. Bij deze club presteerde Damià met 18 competitiewedstrijden en 3 doelpunten dusdanig goed dat Real Betis hem in de zomer van 2006 voor € 1 miljoen aankocht. Bij Betis werkte Damià zich op termijn op tot vaste pion in het basiselftal. In 2009 zakte hij met deze club naar tweede klasse. Omdat hij er met Betis niet in slaagde direct weer te promoveren, trok hij naar CA Osasuna.

## Statistieken
| seizoen | club                    | land     | competitie         | wed. | goals |
| ------- | ----------------------- | -------- | ------------------ | ---- | ----- |
| 2003/04 | UE Figueres             | Spanje   | Segunda División B | 19   | 3     |
| 2004/05 | FC Barcelona            | Spanje   | Primera División   | 9    | 0     |
| 2005/06 | FC Barcelona            | Spanje   | Primera División   | 0    | 0     |
| 2005/06 | Racing Santander (huur) | Spanje   | Primera División   | 18   | 3     |
| 2006/07 | Real Betis Sevilla      | Spanje   | Primera División   | 0    | 0     |
| 2007/08 | Real Betis Sevilla      | Spanje   | Primera División   | 26   | 0     |
| 2008/09 | Real Betis Sevilla      | Spanje   | Primera División   | 25   | 2     |
| 2009/10 | Real Betis Sevilla      | Spanje   | Segunda División A | 28   | 0     |
| 2010/11 | CA Osasuna              | Spanje   | Primera División   | 27   | 0     |
| 2011/12 | CA Osasuna              | Spanje   | Primera División   | 30   | 0     |
| 2012/13 | CA Osasuna              | Spanje   | Primera División   | 29   | 0     |
| 2013/14 | CA Osasuna              | Spanje   | Primera División   | 34   | 0     |
| 2013/14 | Middlesbrough           | Engeland | Championship       | 1    | 0     |
| 2014/15 | Middlesbrough           | Engeland | Championship       | 1    | 0     |
| 2015/16 | Middlesbrough           | Engeland | Championship       | 1    | 0     |
|         | totaal:                 | totaal:  | totaal:            | -    | -     |

1 Dieng ·
2 Smith ·
3 Van den Berg ·
4 Barlaser ·
5 Clarke ·
6 Fry ·
7 Hackney ·
8 McGree ·
9 Latte Lath ·
10 Burgzorg ·
11 Jones ·
12 Ayling ·
13 Hoppe ·
14 Gilbert ·
15 Dijksteel ·
16 Howson  ·
17 Hamilton ·
18 Morris ·
20 Azaz ·
21 Forss ·
22 Conway ·
23 Glover ·
24 Bangura ·
25 Edmundson ·
26 Lenihan ·
27 Engel ·
30 Borges ·
31 Brynn ·
37 McCormick ·
40 Cartwright ·
43 Lennon ·
49 McCabe ·
50 Doak ·
Coach: Carrick
· Assistent-coach: Woodgate